# Szojuz TMA–3
A Szojuz TMA–3 a Szojuz–TMA orosz háromszemélyes szállító/mentőűrhajó űrrepülése volt 2003-tól 2004-ig. A 23. emberes repülés a Nemzetközi Űrállomásra (ISS).

## Küldetés
Hosszú távú cserelegénységet szállított az ISS fedélzetére. A tudományos és kísérleti feladatokon túl az űrhajók cseréje volt szükségszerű.

## Jellemzői
2003. október 18-án a Bajkonuri űrrepülőtér indítóállomásról egy Szojuz–FG juttatta Föld körüli, közeli körpályára. Több pályamódosítást követően  október 20-án a Nemzetközi Űrállomást (ISS) automatikus vezérléssel megközelítette, majd sikeresen dokkolt. Az orbitális egység pályája 88,7 perces, 51,7 fokos hajlásszögű, elliptikus pálya-perigeuma 194 kilométer, apogeuma 244 kilométer volt.
Foale volt az első amerikai, aki szolgált a Mir-űrállomás és az ISS fedélzetén is. Az időszakos karbantartó munkálatok mellett elvégezték a 27 előírt kutatási, kísérleti és tudományos feladatokat. Egyetlen űrséta (kutatás, szerelés) történt, összesen 3 óra 55 perc időtartamban. Pedro Duque elvégezte az Európai Űrügynökség (ESA) valamint a nemzeti tudósok által meghatározott programot. Fogadták a teherűrhajókat, kirámolták a szállítmányokat, illetve bepakolták a keletkezett hulladékot.
2004. április 30-án Arkalik (oroszul: Арқалық) városától hagyományos visszatéréssel, a tervezett leszállási körzettől mintegy 59 kilométerre ért földet. Összesen 194 napot, 18 órát, 33 percet töltött a világűrben. 3053 alkalommal kerülte meg a Földet.

## Személyzet

### Felszállásnál
- Alekszandr Jurjevics Kaleri  parancsnok/fedélzeti mérnök
- Michael Colin Foale fedélzeti mérnök, ISS parancsnok
- Pedro Francisco Duque fedélzeti mérnök

### Leszálláskor
- Alekszandr Jurjevics Kaleri  parancsnok
- André Kuipers kutatás specialista
- Michael Colin Foale fedélzeti mérnök

### Tartalék személyzet
- Valerij Ivanovics Tokarev parancsnok
- André Kuipers kutatás specialista
- William Surles McArthur fedélzeti mérnök